# Electric Warrior
Az 1971-es Electric Warrior a T. Rex angol rockegyüttes hatodik nagylemeze, az egyik alapvető glam rock kiadványnak tartják. Amerikában a 32. helyig jutott, míg az Egyesült Királyságban több hétig vezette az albumlistát. 2003-ban 160. lett a Rolling Stone magazin Minden idők 500 legjobb albuma listáján. Szerepel továbbá az 1001 lemez, amit hallanod kell, mielőtt meghalsz című könyvben.
Az albumon a T. Rex két legismertebb dala szerepel, a Get It On és a Jeepster. Az Amerikai Egyesült Államokban a Get It On címét Bang a Gong (Get It On)-ra változtatták. Ez volt a T. Rex legsikeresebb kislemeze és egyetlen amerikai slágere (a 10. helyig jutott).

## Az album dalai
|     | Cím              | Szerző(k)  | Hossz |
| --- | ---------------- | ---------- | ----- |
| 1.  | Mambo Sun        | Marc Bolan | 3:40  |
| 2.  | Cosmic Dancer    | Marc Bolan | 4:30  |
| 3.  | Jeepster         | Marc Bolan | 4:12  |
| 4.  | Monolith         | Marc Bolan | 3:49  |
| 5.  | Lean Woman Blues | Marc Bolan | 3:02  |
| 6.  | Get It On        | Marc Bolan | 4:27  |
| 7.  | Planet Queen     | Marc Bolan | 3:13  |
| 8.  | Girl             | Marc Bolan | 2:32  |
| 9.  | The Motivator    | Marc Bolan | 4:00  |
| 10. | Life's a Gas     | Marc Bolan | 2:24  |
| 11. | Rip Off          | Marc Bolan | 3:40  |

## Közreműködők
- Marc Bolan – ének, gitár
- Mickey Finn – konga, bongo
- Steve Currie – basszusgitár
- Bill Legend – dob
- Howard Kaylan – háttérvokál
- Mark Volman – háttérvokál
- Rick Wakeman – billentyűk a Get It On-on
- Ian McDonald – szaxofon
- Burt Collins – szárnykürt

## Fordítás
Ez a szócikk részben vagy egészben a Electric Warrior című angol Wikipédia-szócikk ezen változatának fordításán alapul.  Az eredeti cikk szerkesztőit annak laptörténete sorolja fel. Ez a jelzés csupán a megfogalmazás eredetét és a szerzői jogokat jelzi, nem szolgál a cikkben szereplő információk forrásmegjelöléseként.